# Jimmy Garrison
Jimmy Garrison (Miami, 3 maart 1934 – New York, 7 april 1976) was een Amerikaans jazzcontrabassist.
Garrison groeide op in Philadelphia en verhuisde in 1958 naar New York, waar hij als freelancemuzikant speelde met onder anderen Bill Evans, Benny Golson, Kenny Dorham en Lennie Tristano. In 1961 verving hij Charlie Haden in Ornette Colemans kwartet.
Garrison is het meest bekend om zijn samenwerking met John Coltrane tussen 1961 en 1967. Hij sloot zich aan bij Coltranes kwartet in 1962 als vervanger voor Reggie Workman en verscheen op een aantal albums, waaronder Crescent en A Love Supreme. Na Coltranes dood werkte hij met Hampton Hawes en Archie Shepp, en met ensembles van Elvin Jones.